# Salmi di Salomone
I Salmi di Salomone sono un gruppo di diciotto salmi (canti o poemi religiosi) scritti nel I o II secolo a.C. 
Non fanno parte di alcun canone scritturale corrente, ma si trovano in alcune copie della Peshitta e della LXX.
Non vanno confusi né con i Salmi di Davide né con le Odi di Salomone.

## Nome
Il 17° dei 18 salmi è simile al Salmo 72 che è stato tradizionalmente attribuito a Salomone, e quindi potrebbe essere il motivo per cui i Salmi di Salomone hanno il loro nome. Una teoria alternativa è che i salmi fossero così apprezzati che il nome di Salomone fosse loro allegato per evitare che venissero ignorati o dimenticati.

## Ricezione
I Salmi di Salomone erano citati nei primi scritti cristiani, ma persi nelle generazioni successive fino a quando un manoscritto greco fu riscoperto nel XVII secolo. Attualmente ci sono otto manoscritti conosciuti dall'XI al XV Secolo di una traduzione greca da un originale ebraico o aramaico perduto, probabilmente risalenti al I o II secolo a.C. Tuttavia, sebbene ora siano una raccolta, erano originariamente separati, scritti da persone diverse in periodi diversi.

## Contenuto e autore
Politicamente, i Salmi di Salomone sono anti-asmonei e alcuni salmi della raccolta mostrano una chiara consapevolezza della conquista romana di Gerusalemme sotto Pompeo nel 63 a.C., trattandolo metaforicamente come un drago inviato da Dio per punire gli Asmonei. Alcuni dei salmi sono messianici, nel senso ebraico (chiaramente riferito a un mortale che sembra essere assistito divinamente, proprio come Mosè), ma la maggioranza si preoccupa meno del mondo in generale e più di comportamento individuale, esprimendo la convinzione che il pentimento per i peccati non intenzionali li restituirà al favore di Dio.
Ci sono stati tentativi di collegare il testo sia agli Esseni di Qumran, che si separarono da quello che vedevano come un mondo malvagio, sia in alternativa ai farisei in opposizione ai sadducei che generalmente sostenevano i Maccabei.